# Sirvaku
Sirvaku est un village de la commune de Kambja du comté de Tartu en Estonie.
Au 31 décembre 2011, il compte 76 habitants.